# Тшонув
Тшонув (пол. Trzonów) — село в Польщі, у гміні Ксьонж-Великі Меховського повіту Малопольського воєводства.
Населення — 222 особи (2011).
У 1975-1998 роках село належало до Келецького воєводства.

## Демографія
Демографічна структура станом на 31 березня 2011 року:
|          | Загалом | Допрацездатний вік | Працездатний вік | Постпрацездатний вік |
| -------- | ------- | ------------------ | ---------------- | -------------------- |
| Чоловіки | 112     | 17                 | 78               | 17                   |
| Жінки    | 110     | 20                 | 55               | 35                   |
| Разом    | 222     | 37                 | 133              | 52                   |